# جون غروندي
جون غروندي (بالإنجليزية: John Grundy)‏ هو مقدم تلفزيوني بريطاني، ولد في 1946 في كارلايل في المملكة المتحدة.